# جيف بايرز
جيف بايرز (بالإنجليزية: Jeff Byers)‏ هو لاعب كرة قدم أمريكية أمريكي، ولد في 7 نوفمبر 1985 في فريمونت في الولايات المتحدة.

## وصلات خارجية
- جيف بايرز على موقع مرجع كرة القدم المحترفة.كوم (الإنجليزية)